# 68-ма армія (СРСР)
Шістдеся́т во́сьма а́рмія (68 А) — загальновійськова армія у складі Збройних сил СРСР під час Німецько-радянської війни з 1 лютого по 5 листопада 1943.

## Командування
- Командувачі:
  - генерал-лейтенант Толбухін Ф. І. (лютий — березень 1943);
  - генерал-майор, з вересня 1943 генерал-лейтенант Журавльов Є. П. (березень — жовтень 1943).